# Je la connaissais bien
Pour plus de détails, voir Fiche technique et Distribution.
Je la connaissais bien (titre original : Io la conoscevo bene) est un film franco-italien réalisé par Antonio Pietrangeli, sorti en 1965.

## Synopsis
Une jeune et jolie provinciale, Adriana Astarelli, découvre les attraits factices de la civilisation urbaine. Coiffeuse et manucure, puis ouvreuse de cinéma, elle rêve de devenir une vedette. La voici bientôt prise en main par un impresario douteux qui l'introduit chez les photographes et couturiers : sera-t-elle un jour cover-girl ou mannequin ? Elle suit des cours de diction et décroche un emploi de figurante dans un film à péplum. Ses aventures amoureuses se multiplient, jusqu'au jour où un groupe de gens du cinéma lui promettent un rôle important. Mais, ceux-ci la traitent non comme une actrice, mais comme un simple objet d'érotisation. Ridiculisée en public, Adriana prend, d'un coup, conscience de la mystification dont elle a été la victime. Mais, au lieu d'affronter courageusement cette épreuve, elle choisit une issue tragique.

## Fiche technique
- Titre original italien : Io la conoscevo bene
- Titre français : Je la connaissais bien ou L'amour tel qu'il est
- Réalisation : Antonio Pietrangeli
- Scénario : Ruggero Maccari, Ettore Scola, A. Pietrangeli
- Photographie : Armando Nannuzzi, assisté de Giuseppe Ruzzolini (cadreur)
- Musique : Benedetto Ghiglia, Piero Piccioni
- Montage : Franco Fraticelli
- Décor : Maurizio Chiari
- Costumes : Maurizio Chiari
- Production : Turi Vasile pour Les Films du Siècle - Roxy Film - Ultra Film
- Pays de production :  Italie,  France
- Format : Noir et blanc
- Genre : Comédie dramatique, Comédie à l'italienne
- Durée : 97 minutes
- Année de réalisation : 1965
- Dates de sortie : 
  - Italie : 1er décembre 1965
  - France : 3 août 1966
- Affiche : Boris Grinsson (France)

## Production
Produit par Turi Vasile et Mario Ferrari pour ULTRA Film, le film a été tourné à Rome, Faleria, Mazzano Romano (près des cascades de la rivière Treja), Orvieto et aux studios de la Titanus situés près de la Via Appia à Rome.
Pour le rôle d'Adriana, on a envisagé Natalie Wood, Silvana Mangano et même Brigitte Bardot. A. Pietrangeli a imposé pour la première fois, en vedette principale, Stefania Sandrelli.

## Distribution
- Stefania Sandrelli : Adriana Astarelli
- Jean-Claude Brialy : Dario  (Doublé en italien)
- Nino Manfredi : Cianfanna
- Ugo Tognazzi : Gigi Baggini
- Enrico Maria Salerno : Roberto
- Robert Hoffmann : Antonio Marais
- Mario Adorf : Emilio
- Franco Fabrizi : Paganelli
- Karin Dor : Barbara
- Joachim Fuchsberger : l'écrivain
- Franco Nero : le mécanicien
- Loretta Goggi : Réceptionniste de la Calypso
- Véronique Vendell : Elis
- Elio Pandolfi : Enseignante de diction (absent au générique)

## Bande Sonore
La musique est créée par Piero Piccioni, avec de nombreux emprunts aux chansons de l'époque : 
- Mina (Eclisse twist, Addio et E se domani)
- Peppino di Capri (Le stelle d'oro et Roberta)
- Sergio Endrigo (Oggi è domenica per noi
- Mani bucate et Dimmi la verità)
- Millie (Sweet William et What Am I Living For?)
- Gilbert Bécaud (More (en anglais) et Toi(en italien) )
- Mia Gemberg (Ogni giorno che passa)
- Gino Marinacci e i suoi solisti (Surf della frusta)
- Les sœurs Kessler (Lasciati baciare col letkiss)
- Ornella Vanoni (Abbracciami forte) et Yvar Sauna e la sua Orchestra  (Letkiss).

## Le choix d'Adriana et celui de Pietrangeli
- « (...) le cinéaste a préféré l'éclat d'une détermination brutale de son personnage qui, en opérant pour la première fois un choix, refuse à la fois l'angoisse et l'espoir. De la sorte, il individualise l'action et risque de faire d'Adriana un cas.  » (Freddy Buache).
- « Antonio Pietrangeli a choisi cette solution, afin, répond-il, d'éviter toute équivoque et pour battre en brèche la moindre velléité de sympathie non critique à l'égard d'Adriana, son héroïne (remarquablement incarnée par Stefania Sandrelli) »
- Freddy Buache conclut : « Ce point de vue est défendable et, avec fin ouverte ou non, ce réquisitoire est assez riche pour nourrir notre réflexion. »

## Reconnaissance
- 1966 – Nastro d'argento
  - Meilleur metteur en scène à Antonio Pietrangeli
  - Meilleur scénario à Ettore Scola, Antonio Pietrangeli e Ruggero Maccari
  - Meilleur acteur de second rôle à Ugo Tognazzi
- 1966 – Mar del Plata Film Festival
  - Meilleur Metteur en scène a Antonio Pietrangeli